# Electra (Sófocles)

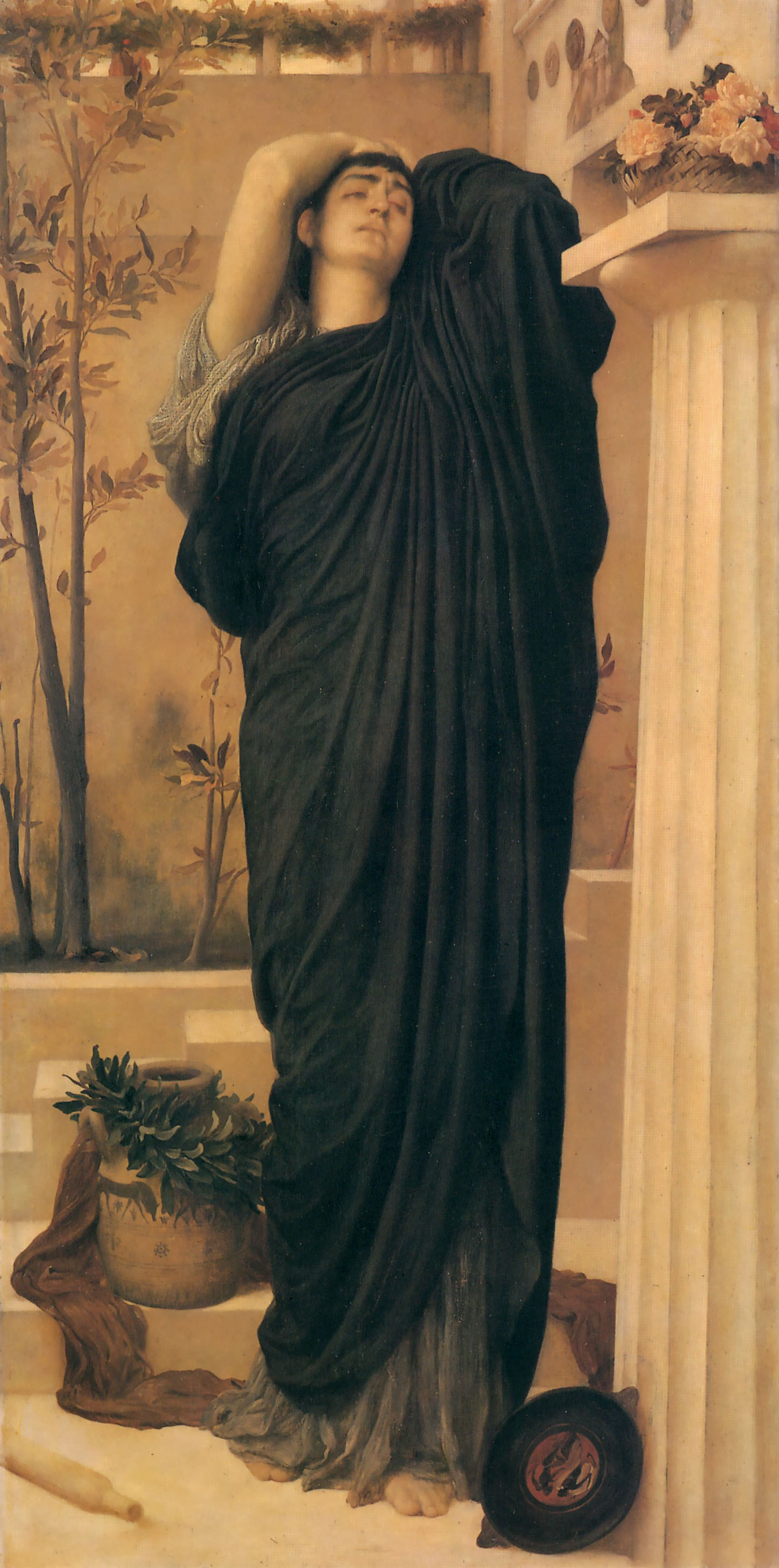
Electra en la tumba de Agamenón (c. 1869) de Frederic Leighton.

Electra (Quiero: Ēlektra) es una tragedia de Sófocles de fecha incierta pero muy probablemente representada entre el 418 y el 410 a. C. Se discute si seguía o precedía a la Electra de Eurípides, que tal vez sea del año 417. 

## Personajes
- Un pedagogo
- Orestes
- Electra
- Coro de doncellas argivas
- Crisótemis
- Clitemnestra
- Egisto

## Argumento
Al regresar de la guerra de Troya, Agamenón es recibido en Micenas por su esposa Clitemnestra quien lo asesina de forma ignominiosa. Castigaba de este modo a su marido por haberse atrevido a sacrificar a la hija de ambos Ifigenia, a fin de que la flota griega pudiera partir rumbo a Troya. Los otros hijos, Orestes, Electra y Crisótemis han sufrido mientras tanto suertes muy diversas. Las dos hermanas siguen viviendo en Micenas —aunque de un modo bien distinto—. Mientras Crisótemis permanece en el palacio, sin expectativas de futuro y sin disfrutar de la vida, Electra vive una existencia lamentable en una choza apartada de la mansión real. 
La versión de Eurípides la presenta casada con un labrador de Micenas. 
En la de Sófocles, Orestes llega a Micenas, acompañado por Pílades y un anciano, sirviente de Orestes en su niñez (pedagogo), para vengarse del asesino de su padre Agamenón, obedeciendo el oráculo délfico. Envían al anciano a contar a la madre de Orestes, Clitemnestra, que Orestes ha muerto en una carrera de carros en los Juegos Píticos, y ellos se preparan para continuar el engaño, llevando supuestamente una urna que lleva sus cenizas. Entre tanto, Clitemnestra, que ha tenido un sueño de mal agüero, envía a su hija Crisotemis a verter libaciones sobre la tumba de Agamenón, el esposo que ella había asesinado. Clitemnestra insulta a Electra, pero se ven interrumpidas por la llegada del anciano, que relata la forma de la muerte de Orestes. Electra cae pues en un profundo abatimiento. El anuncio de Crisótemis de que ha encontrado en la tumba de Agamenón un mechón de pelo que es claramente de Orestes le parece solo una manera de burlarse de su pena. Decide, ahora que la esperada ayuda de Orestes está definitivamente descartada, matar a Clitemnestra y a Egisto ella misma. Crisótemis, más prudente, rehúsa participar en el asesinato. Orestes y Pílades se acercan. Orestes insinúa a Electra quién es. Él y Pílades entran en palacio, y se oye el llanto de Clitemnestra cuando la matan. Egisto se acerca. A punta de espada lo obligan a ir a la habitación en donde Agamenón murió.

## Datación
Se discute si la Electra de Sófocles seguía o precedía a la Electra de Eurípides, que tal vez sea del año 417. El helenista Ignacio Errandonea defendió que el drama de Sófocles es posterior al de Eurípides, basándose en supuestas referencias del primero al segundo y otros argumentos.

## Obras inspiradas en Electra
- Existen varias tragedias clásicas cuyos argumentos están basados en este mito: Electra, de Sófocles, Las coéforas, de Esquilo, y Electra, de Eurípides.
- En el mundo de la ópera, el tema fue tratado en varias ocasiones: la más conocida es la Elektra de Richard Strauss, que está basada en la obra de teatro homónima de Hugo von Hofmannsthal.
- En 1931, Eugene O'Neill recreó el mito en A Electra le sienta bien el luto (Mourning Becomes Electra).
- En 1937 la obra Electre de Jean Giraudoux.
- En 1941 la obra Electra Garrigó  de Virgilio Piñera.
- En 1947 la obra Las moscas de Jean Paul Sartre.
- En 1954 la obra Electra, o La caída de las máscaras de Marguerite Yourcenar.
- En 1962, en el teatro argentino con El reñidero de Sergio De Cecco.
- En 1967, la ópera de Martin Levy Mourning Becomes Electra sobre la obra de teatro A Electra le sienta bien el luto, en el Metropolitan Opera.
- En 1981, el personaje de Elektra hace su aparición en el cómic Daredevil #168 (enero de 1981)
- Electricidad, de Luis Alfaro, Electra en un barrio Chicano.
- Infamante Electra (2005) de Benjamín Galemiri.
- En 2004 Molora, obra de teatro de Yael Farber.
- En 2003 The Murders at Argos de David Foley.
- En 2019, en el teatro peruano con Electra, de Alejandro Clavier en el Teatro La Plaza. La adaptación sitúa la tragedia griega en la crisis venezolana.